# Muirhead
Muirhead is een dorp in Schotland, 11 kilometer ten oosten van Glasgow. De plaats ligt in North Lanarkshire en heeft ongeveer 1830 inwoners. Het is een forensendorp voor Glasgow met goede reisverbindingen naar de stad toe. Muirhead wordt doorkruist door de A80 die de verbinding vormt met Glasgow, Stepps en Moodiesburn. Via de A806 is Muirhead aangesloten op de M80, de snelweg tussen Glasgow, Cumbernauld en Stirling. De A752 sluit aan op de M73 naar Coatbridge, Uddingston en de M8.

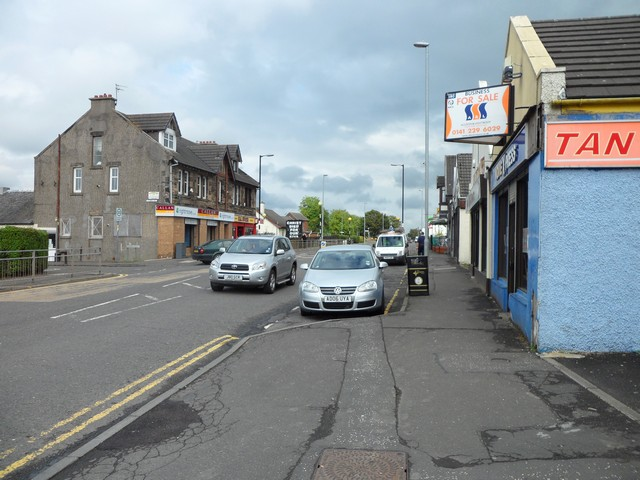
Main Street in Muirhead
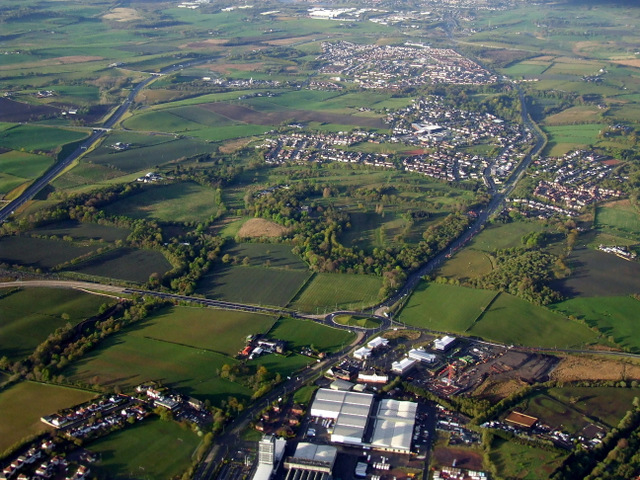
Muirhead vanuit de lucht